# Clubiona caplandensis
Clubiona caplandensis este o specie de păianjeni din genul Clubiona, familia Clubionidae, descrisă de Strand, 1907. Conform Catalogue of Life specia Clubiona caplandensis nu are subspecii cunoscute.